# Ecsenius polystictus
Ecsenius polystictus är en fiskart som beskrevs av Springer och Randall, 1999. Ecsenius polystictus ingår i släktet Ecsenius och familjen Blenniidae. Inga underarter finns listade i Catalogue of Life.